# Magnesiocoulsonit
Magnesiocoulsonit ist ein sehr selten vorkommendes Mineral aus der Mineralklasse der „Oxide und Hydroxide“ und kristallisiert im kubischen Kristallsystem mit der Endgliedzusammensetzung MgV2O4. Chemisch gesehen ist Magnesiocoulsonit daher ein Magnesium-Vanadium-Oxid oder auch Vanadinspinell, da er strukturell zur Gruppe der Spinelle gehört.
Magnesiocoulsonit ist das Magnesium-Analogon von Coulsonit (FeV2O4) ähnlich dem Analogon-Paar Chromit (FeCr2O4) – Magnesiochromit (MgCr2O4) und bildet mit letzterem eine Mischkristallreihe. Aufgrund der Mischkristallbildung ist meist ein Teil des Vanadiums durch Chrom ersetzt (substituiert), daher wird in verschiedenen Quellen die vereinfachte Zusammensetzung Mg(V3+,Cr3+)2O4 angegeben.
Magnesiocoulsonit konnte bisher nur in Form unregelmäßiger oder grob oktaedrischer Körner bis etwa 0,3 mm Durchmesser entdeckt werden. Das Mineral ist undurchsichtig (opak) und zeigt auf den Oberflächen der schwarzen Kristallite einen metallischen Glanz. Die Strichfarbe von Magnesiocoulsonit ist ebenfalls schwarz, die Reflioxionsfarbe unter dem Auflichtmikroskop wirkt dagegen hellgrau.

## Etymologie und Geschichte
Die synthetische Verbindung MgV2O4 wurde bereits 1947 von Walter Rüdorff und Bertold Reuter dargestellt und dessen Kristallstruktur untersucht.
Die natürliche Bildung der Verbindung wurde erstmals im Marmor-Steinbruch Pereval (auch Grube Kaber) bei Sljudjanka nahe dem Baikalsee in der russischen Region Ostsibirien entdeckt und 1995 durch L. S. Resnizki, Je. W. Skljarow und S. F. Uschtschaporskaja beschrieben. In Anlehnung an dessen Magnesiumgehalt und seiner Verwandtschaft mit Coulsonit nannten Skljarow und Uschtschaporskaja das Mineral Magnesiocoulsonit (russisch Магнезиокулсонит).
Das Typmaterial des Minerals wird im Mineralogischen Museum der Russischen Akademie der Wissenschaften in Moskau unter der Katalog-Nr. 88235–88237 aufbewahrt.

## Klassifikation
In der veralteten 8. Auflage der Mineralsystematik nach Strunz war der Magnesiocoulsonit noch nicht aufgeführt.
In der zuletzt 2018 überarbeiteten Lapis-Systematik nach Stefan Weiß, die formal auf der alten Systematik von Karl Hugo Strunz in der 8. Auflage basiert, erhielt das Mineral die System- und Mineralnummer IV/B.04-005. Dies entspricht der Klasse der „Oxide und Hydroxide“ und dort der Abteilung „Oxide mit dem Stoffmengenverhältnis Metall : Sauerstoff = 3 : 4 (Spinelltyp M3O4 und verwandte Verbindungen)“, wo Magnesiocoulsonit zusammen mit Brunogeierit, Coulsonit, Qandilit, Ulvöspinell und Vuorelainenit die Gruppe der „V/Ti/Ge-Spinelle“ mit der Systemnummer IV/B.04 bildet.
Die von der International Mineralogical Association (IMA) zuletzt 2009 aktualisierte 9. Auflage der Strunz’schen Mineralsystematik ordnet den Magnesiocoulsonit in die Klasse der „Oxide (Hydroxide, V[5,6]-Vanadate, Arsenite, Antimonite, Bismutite, Sulfite, Selenite, Tellurite, Iodate)“ und dort in die Abteilung „Metall : Sauerstoff = 3 : 4 und vergleichbare“ ein. Hier ist das Mineral in der Unterabteilung „Mit ausschließlich mittelgroßen Kationen“ zu finden, wo es zusammen mit Chromit, Cochromit, Coulsonit, Cuprospinell, Filipstadit, Franklinit, Gahnit, Galaxit, Hercynit, Jakobsit, Magnesiochromit, Magnesioferrit, Magnetit, Manganochromit, Qandilit, Spinell, Trevorit, Ulvöspinell, Vuorelainenit und Zincochromit die „Spinellgruppe“ mit der Systemnummer 4.BB.05 bildet. Ebenfalls in diese Gruppe gehören die nach 2018 beschriebenen Oxispinelle Chihmingit und Chukochenit sowie der Nichromit, dessen Name von der CNMNC der IMA noch nicht anerkannt worden ist.
In der vorwiegend im englischen Sprachraum gebräuchlichen Systematik der Minerale nach Dana hat Magnesiocoulsonit die System- und Mineralnummer 07.02.04.03. Das entspricht der Klasse der „Oxide und Hydroxide“ und dort der Abteilung „Mehrfache Oxide“. Hier findet er sich innerhalb der Unterabteilung „Mehrfache Oxide (A+B2+)2X4, Spinellgruppe“ in der „Vanadium-Untergruppe“, in der auch Vuorelainenit und Coulsonit eingeordnet sind.

## Chemismus
Die Endgliedzusammensetzung von MgV2O4 enthält 12,78 Gew.-% Magnesium (Mg), 53,57 Gew.-% Vanadium (V) und 33,65 % Sauerstoff (O). Dies entspricht in der Oxidform 21,19 Gew.-% MgO und 78,81 Gew.-% V2O3. Die untersuchten Proben aus der Typlokalität Pereval in Russland enthielten dagegen nur 20,90 % MgO und 50,07 % V2O3, dafür allerdings zusätzlich 28,09 % Cr2O3, was auf die Mischkristallbildung mit Magnesiochromit schließen lässt, sowie kleinere Beimengungen von 0,36 % Al2O3, 0,2 % FeO, 0,18 MnO und 0,14 % TiO2.

Basierend auf vier Sauerstoffatomen ergibt damit die empirische Zusammensetzung (Mg0.99Fe0.01)Σ=1.00(V1.28Cr0.71Al0.01)Σ=2.00O4.00 beziehungsweise die vereinfachte Mischkristallformel Mg(V3+,Cr3+)2O4.

## Kristallstruktur
Magnesiocoulsonit kristallisiert kubisch in der Spinellstruktur mit der Raumgruppe Fd3m (Raumgruppen-Nr. 227), dem Gitterparameter a = 8,38 Å sowie 8 Formeleinheiten pro Elementarzelle.

## Eigenschaften
Das Mineral ist unlöslich in Salzsäure (HCl) und Salpetersäure (HNO3). Unter dem Auflichtmikroskop zeigen sich weder Bi- noch innere Reflexionen. Auch mögliche pleochroistische Eigenschaften konnten nicht beobachtet werden.

## Bildung und Fundorte
Magnesiocoulsonit bildet sich als akzessorischer Bestandteil in chrom- und vanadiumhaltigen metamorphen Gesteinen. Als Begleitminerale treten unter anderem ebenfalls chrom- und vanadiumhaltiger Tremolit, Goldmanit, Chlorie und Muskovit sowie Calcit, Kämmererit, Florensovit, Kalininit, Karelianit, vanadiumhaltiger Magnesiochromit, Pyrit und Quarz auf.
Der bisher einzige bekannte Fundort für Magnesiocoulsonit ist dessen Typlokalität Pereval in Ostsibirien, Russland.